# Paweł Abbott
Paweł Tadeusz Howard Abbott (York, Inglaterra, 5 de mayo de 1982) es un futbolista inglés, de origen polaco. Juega de delantero. 

## Palmarés

### Torneos nacionales
- Arka Gdynia:
  - Copa de Polonia (1): 2016/17
  - I Liga (1): 2015/16

- Zawisza Bydgoszcz:
  - Copa de Polonia (1): 2013/14[1]
  - I Liga (1): 2012/13

## Selección nacional
Ha sido internacional con la Selección de fútbol de Polonia Sub-21.

## Clubes
| Club                       | País       | Año       |
| -------------------------- | ---------- | --------- |
| ŁKS Łódź                   | Polonia    | 1999-2000 |
| Preston North End          | Inglaterra | 2001-2004 |
| Bury FC (Cedido)           | Inglaterra | 2002      |
| Bury FC (Cedido)           | Inglaterra | 2003      |
| Huddersfield Town (Cedido) | Inglaterra | 2004      |
| Huddersfield Town          | Inglaterra | 2004-2007 |
| Swansea City               | Gales      | 2007      |
| Darlington FC              | Inglaterra | 2007-2009 |
| Oldham Athletic            | Inglaterra | 2009-2010 |
| Charlton Athletic          | Inglaterra | 2010-2011 |
| Ruch Chorzów               | Polonia    | 2011-2012 |
| Zawisza Bydgoszcz          | Polonia    | 2012-2014 |
| Arka Gdynia                | Polonia    | 2014-2017 |
| Stomil Olsztyn             | Polonia    | 2017-2018 |